# Mironeasa
Mironeasa es una comuna ubicada en el distrito de Iași, Rumania.

## Superficie
Cuenta con una superficie de 46,76 kilómetros cuadrados.

## Demografía
Hasta 2021 la población era de 4422 habitantes, con una densidad de población de 94,57 habitantes por kilómetro cuadrado.